# Neratius Cerealis
Neratius (auch Naeratius) Cerealis war ein spätantiker Politiker des 4. Jahrhunderts.
Cerealis, ein Angehöriger der Familie der Neratier, war der Bruder von Galla, der Ehefrau von Julius Constantius, sowie Halbbruder von Vulcacius Rufinus. Über seine Schwester gehörte er zum Umfeld der kaiserlichen Familie. Wahrscheinlich hatte er einen Sohn namens Neratius Scopius. Er besaß eine balnea Neratii Cerealis (Badehaus) auf dem Esquilin in Rom, die möglicherweise ein Teil des domus Neratiorum (Haus der Neratier) war, welches er um 360 mit den Bädern erweiterte.
Cerealis trug den Ehrentitel vir clarissimus und war im Jahr 328 Präfekt für die Getreideversorgung der Stadt Rom und 351 Mitglied eines Tribunals in Sirmium, das Photinus verurteilte, während Rom von Magnentius kontrolliert wurde. Nach Magnentius’ Niederlage wurde Cerealis am 26. September 352 Stadtpräfekt von Rom, das Amt hatte er bis zum 8. Dezember 353 inne. In dieser Funktion untersagte er den Senatoren private Tresore auf dem Trajansforum und ließ Getreide aus Capua, Puteoli und anderen Städten in Kampanien nach Rom umleiten. Im Jahr 358 war er zusammen mit Censorius Datianus Konsul.
Hieronymus berichtet von einer Antwort, die die junge Witwe Marcella dem Neratius gab, als dieser ihr spät in seinem Leben einen Heiratsantrag machte; sie antwortete: „Wenn ich heiraten wollte, würde ich einen Ehemann wählen, nicht ein Erbe.“